# Ludwig Gutbier
Ludwig Wilhelm Gutbier (* 25. Oktober 1873 in Dresden; † 18. März 1951 in Rottach-Egern) war ein deutscher Kunsthändler. Er war Inhaber der 1818 gegründeten Galerie Arnold.

## Leben
Ludwig Gutbier war der Sohn von Adolf Ludwig Gutbier (1841–1902), der 1863 zur Kunsthandlung Ernst Arnold gestoßen war und 1867 zusammen mit dem Kaufmann Bernhard Carl Christian Gräf das Unternehmen von Friedrich Albert Arnold für 50.000 Taler aufkaufte. 1872 trennten sich die Geschäftspartner wieder und Adolf Ludwig Gutbier wurde alleiniger Inhaber der „Kunsthandlung Ernst Arnold“.
1891 trat Ludwig Gutbier in die väterliche Kunsthandlung ein. Ab 1893 wurden dort Ausstellungen moderner Künstler gezeigt. Gutbier war begeistert von der 1. Ausstellung der Münchener Secession 1893 und wollte die Münchner Maler auch in Dresden zeigen. Mit finanzieller Unterstützung seines Vaters wurde die erste Etage der Löwenapotheke in der Wilsdruffer Straße am Altmarkt gemietet, um ein Ausstellungslokal für moderne zeitgenössische Kunst zu schaffen. Von 1893 bis 1896 wurden dort permanent Gemälde der Mitglieder der Münchener Secession gezeigt, der zahlreiche weitere Ausstellungen folgten.
1901 wurde Ludwig Gutbier Teilhaber an der väterlichen Kunsthandlung. Ein Jahr später starb der Vater. 1906 erweiterte Ludwig Gutbier das Geschäft durch Eröffnung der Galerie Arnold in der Dresdner Schloßstraße, die 1927 wieder geschlossen wurde. Dort organisierte er ebenfalls mehrere Ausstellungen moderner Kunst, darunter auch von Malern der Künstlergruppe Brücke.
Im Jahre 1909 wurde durch Ludwig Gutbier in Breslau eine Zweiggalerie eröffnet. Ab 1930 organisierte er auch in den USA Ausstellungen. 1934/36 wurde er von den nationalsozialistischen Machthabern gezwungen, seine Geschäfte und Ausstellungen aufzugeben. Er zog nach München, wo er 1937 die Neue Galerie Arnold gründete, die 1944 zerstört wurde. Am Kriegsende zog er nach Rottach-Egern, wo er 1947 noch das Rottacher Kunstheim gründete, aber schon 1951 starb.

## Ludwig-Gutbier-Stiftung
Seine Witwe übergab 1958 als Ludwig-Gutbier-Stiftung etwa 600 Druckgraphiken moderner Kunst der Staatlichen Graphischen Sammlung München. Als Sammler hatte Gutbier das Ziel verfolgt, „anhand charakteristischer Blätter der Kunst des 19. und 20. Jahrhunderts die Parallelentwicklung von Radierung, Lithographie und Holzschneidekunst innerhalb eines Jahrhunderts beispielhaft aufzuzeigen. Das seiner Sammlung zugrunde liegende didaktische Moment zeigte sich auch in Ausstellungen, die Gutbier in den Vereinigten Staaten initiierte.“